# Jack Gage
Pour les articles homonymes, voir Gage.
Pas d'image ? Cliquez ici

a Compétitions nationales et continentales officielles uniquement.

b Matchs officiels uniquement.
John Harvey Gage, plus connu comme Jack Gage, est né le 2 avril 1907 à Worcester en Afrique du Sud et il est décédé le 30 juin 1989 à Margate. C’est un joueur de rugby à XV, qui joue avec l'équipe d'Irlande de 1926 à 1927 puis avec l'équipe d'Afrique du Sud en 1933, évoluant au poste d'ailier.

## Carrière
Jack Gage obtient sa première cape internationale avec l'équipe d'Irlande à l'occasion d'un test match le 27 février 1926 contre l'équipe d'Écosse. Son dernier test match est contre l'équipe du pays de Galles le 12 mars 1927.
Il remporte le Tournoi des Cinq Nations de 1926 et celui de 1927. 
Il retourne ensuite en Afrique du Sud, et débute sous le maillot des Springboks le 8 juillet 1933 contre l'Australie.
En parallèle, il joue la Currie Cup avec la province de l'État-Libre d'Orange.

## Palmarès

### Avec l'équipe d'Irlande
- 4 sélections avec l'Irlande
- 1 essai, 3 points
- Sélections par année : 2 en 1926, 2 en 1927
- Tournois des Cinq Nations disputés: 1926, 1927

- Vainqueur du tournoi des cinq nations en 1926 et 1927

### Avec l'équipe d'Afrique du Sud
- 1 sélection avec l'Afrique du Sud
- Sélections par année : 1 en 1933